# Вопрос
Вопро́с — форма мысли, выраженная в основном языке предложением, которое произносят или пишут, когда хотят что-нибудь спросить, то есть получить интересующую информацию.
В русском языке, если вопрос произносят, то используют вопросительную интонацию, а если пишут, то в конце ставят вопросительный знак и/или используют вопросительные частицы: ли, не… ли, что, что же, как, что ли, разве, неужели, что если, а, да, правда, не правда ли, так, так ведь, не так ли, верно; вопросительные местоименные слова: кто, что, какой, каков, чей, который, сколько, как, где, куда, откуда, докуда, когда, почему, отчего, зачем, насколько. С помощью этих средств любое невопросительное предложение может стать вопросом или переспросом. Задающий вопрос обычно ожидает ответа. Исключение составляет риторический вопрос, на который ответ не требуется.
"Столкнувшись с вещами, которые неизвестны или противоречат интуиции, не спешите отрицать их, постарайтесь открыть свой разум и подумать о больших возможностях."

## Порядок слов в вопросе
В некоторых языках вопросительные предложения имеют строго определенный порядок слов. Например, в английском языке в вопросе сначала идёт сказуемое (или его вспомогательная часть), а потом подлежащее. В русском языке такого строгого порядка нет, и собеседник узнает, что это вопрос, по интонации (в разговоре) или по вопросительному знаку (в письме).

## Типы вопросов
Наводящий вопрос 
- Общий вопрос
- Открытый вопрос
- Закрытый вопрос
- Полузакрытый вопрос
- Разъясняющий вопрос
- Контрольный вопрос
- Косвенный вопрос
- Альтернативный вопрос
- Прожективный вопрос
- Контактный вопрос
- Пробный вопрос
- Риторический вопрос

## Пунктуация
- В греческом языке вместо вопросительного знака используется точка с запятой.
- В испанском языке дополнительно к вопросительному знаку в конце предложения используется перевернутый вопросительный знак (¿), который ставится в начале предложения.

## Общественные проблемы
- Парламентский вопрос
- Восточный вопрос
- Аграрный вопрос
- Национальный вопрос
- Квартирный вопрос (Жилищный вопрос)
- Южный вопрос
- Римский вопрос
- Женский вопрос
- Рабочий вопрос
- Балканский вопрос

## Научные проблемы
- Основной вопрос философии
- Варяжский вопрос
- Гомеровский вопрос

## Названия журналов
- «Вопросы географии»
- «Вопросы страхования»
- «Вопросы истории»
- «Вопросы изобретательства»
- «Вопросы архивоведения»
- «Вопросы психологии»
- «Вопросы экономики»
- «Вопросы языкознания»
- «Вопросы литературы»
- «Вопросы истории КПСС»
- «Вопросы философии»
- «Вопросы теории и психологии творчества»